# Edmund Cartwright

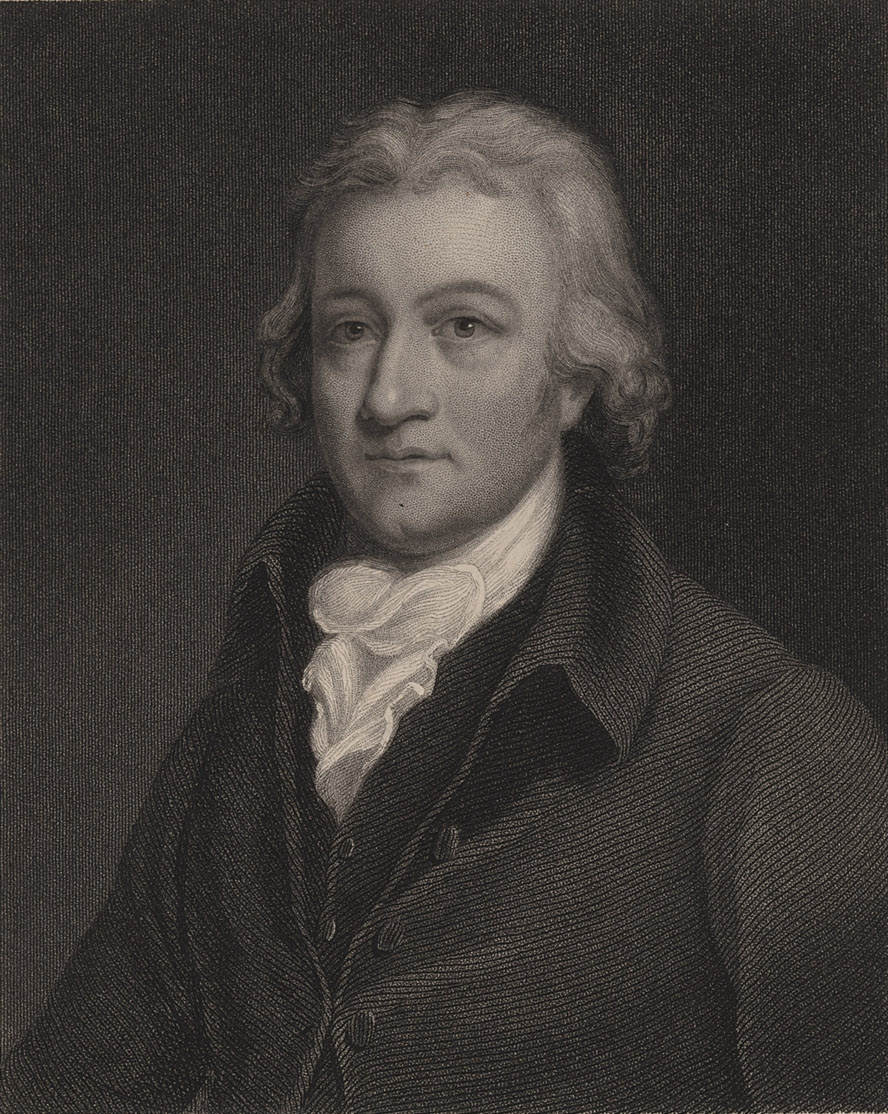
Edmund Cartwright

Edmund Cartwright (Nottinghamshire, 24 april 1743 – Hastings, 30 oktober 1823) was een Britse geestelijke en uitvinder van het eerste commerciële mechanisch weefgetouw.

## Levensloop
Cartwright was de zoon van een landeigenaar uit de civil parish Marnham in Nottingham, die afstamde van een oude en welgestelde familie. Zijn  broer John Cartwright werd marine-officier en later een bekend parlementair hervormer. Zijn oudste broer, George Cartwright, was een militair en later handelaar en ontdekkingsreiziger actief in Labrador.
Na de grammar school in Wakefield studeerde Edmund Cartwright aan het University College van de Universiteit van Oxford. Na zijn studie begon hij als geestelijke Brampton (Derbyshire) in Chesterfield en vanaf 1779 in het dorpje Goadby Marwood in het noorden van Leicestershire. Vanaf 1783 kreeg hij een administratieve functie in de Lincoln kathedraal van Lincolnshire.
In 1784 bezocht Cartwright de Cromford Mill fabriek van Richard Arkwright, waar het waterframe, een tweede generatie gemechaniseerde spinmachine, volop in bedrijf was. Met hulp van een smid en timmerman ontwierp hij een mechanisch weefgetouw, die hij in 1785 patenteerde. In 1787 opende hij zijn eigen machinefabriek in Doncaster, waarbij een stoommachine van James Watt en Matthew Boulton werd geplaatst voor de aandrijving. De fabriek bleef echter meer een werkplaats voor uitvindingen, waardoor deze vijf jaar in 1793 later failliet ging.
In 1796 verhuisde Cartwright naar Londen, waar hij aan andere uitvindingen bleef werken. In 1809 kreeg hij van het Britse Lagerhuis een onderscheiding ter waarde van £10,000 ter erkenning van de grote bijdrage, die het mechanisch weefgetouw de Engelse economie had gebracht.

## Werk

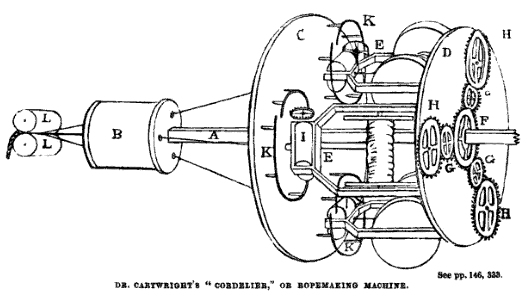
Machine voor de productie van touw, door Cartwright in 1792 gepatenteerd.

### Mechanisch weefgetouw
Met hulp van een smid en timmerman ontwierp hij een mechanisch weefgetouw, die hij in 1785 patenteerde. In de komende zeven jaar zou hij nog enkele verbeteringen uitvinden, maar het apparaat bleef geen succes. In 1803 zou William Radcliffe een verbetering doorvoeren, waarmee het mechanisch weefgetouw economisch een stuk interessanter werd.

### Verdere uitvindingen
Cartwright patenteerde in 1789 een machine om wol te kammen, en in 1792 een cordelier, machine voor het maken van touw. Hij ontwierp ook een stoommachine, die werkt op basis van alcohol in plaats van water.

## Publicaties
- 1770. Armine and Elvira: a legendary tale. In two parts.